# Dyscia agacles
Dyscia agacles là một loài bướm đêm trong họ Geometridae.